# Domasławice, West Pomeranian Voivodeship
Domasławice [dɔmaswaˈvit͡sɛ] (trước đây là Damshagen của Đức) là một ngôi làng thuộc khu hành chính của Gmina Darłowo, thuộc hạt Sławno, West Pomeranian Voivodeship, ở phía tây bắc Ba Lan. Nó nằm khoảng 3 kilômét (2 mi) phía nam Darłowo, 17 km (11 mi) phía tây Sławno và 163 km (101 mi)     về phía đông bắc của thủ đô khu vực Szczecin.
Trước năm 1945, khu vực này là một phần của Đức. Đối với lịch sử của khu vực, xem Lịch sử của Pomerania.
Làng có dân số 450 người.